# Wine
Wine (výslovnost [waɪn]IPA; anglicky víno) je software vytvářející aplikační rozhraní, které umožňuje chod aplikací pro Microsoft Windows pod jinými (převážně unixovými) operačními systémy. Použitelnost se liší v závislosti na povaze software, nejlepší výsledky lze očekávat u aplikací psaných pro Windows 95 a novější. Tedy 98, 2000, XP, Vista, Windows 7, Windows 8/8.1 a Windows 10. Wine vytvořili v roce 1993 Bob Amstadt a Eric Youngdale.

## Charakteristika
Wine je svobodný software uvolněný pod licencí GNU LGPL. Projekt byl původně distribuován pod licencí MIT, ale kvůli obavám z komerčních verzí, které by svá vylepšení neposkytovaly zpět do Wine, byla od března 2002 licence změněna na GNU LGPL.
Název Wine je akronym pro Wine Is Not an Emulator, což v češtině znamená Wine není emulátor. Akronym upozorňuje na to, že Wine je pouze soustava API, tedy vrstva mezi programem pro Windows a Linuxem nebo jiným operačním systémem.

## Vývoj
První betaverze Wine (verze 0.9) byla uvolněna 25. října 2005 po 12 letech vývoje. Verze 1.0 byla vydána 17. června 2008 po 15 letech vývoje. Vývojový cyklus se ustálil na mnoha menších verzích, které byly vydávány průběžně, zatímco „milníková vydání“ (anglicky „milestone releases“) vycházejí většinou s delším odstupem. Vývojové verze, které jsou určeny pro testery, zkušenější uživatele nebo pro ty, jimž v poslední stabilní verzi například nejde nějaký program určený pro MS Windows pod Wine spustit. Tato vývojová vydání jsou zveřejňována přibližně jednou za 14 dní. Více než 99 % programů určených pro Windows v Linuxu pod WINE funguje, nebo jsou pro ně adekvátní alternativy.
Existují také komerční verze Wine:
- Cedega [siːˈdeɪgə] (původně WineX) je produkt společnosti TransGaming Technologies zaměřený na spouštění her určených pro Windows. Jde o fork poslední verze Wine s licencí MIT.
- CrossOver [ˈkrosəuvə(r)] (dříve CrossOver Office) vyvíjí společnost CodeWeavers. Zaměřuje se na několik málo důležitých aplikací, jako je například Microsoft Office. Tato společnost zaměstnává hlavního vývojáře a správce Wine Alexandra Julliarda.

## Projekt Mono
V srpnu 2024, Microsoft předal projekt Mono, tedy reimplementaci .NET Frameworku, vývojářům Wine. Binárky Microsoft budou k dispozici ještě příští čtyři roky. Vše další však již bude fungovat pod křídly WineHq. Wine uvítá nové vývojáře pro projekt Mono.

## Uživatelské rozhraní
Wine používá ke spouštění her, programů, a veškerých výstupů zobrazovací jádro Gecko. Ve vývojové verzi Wine 10.6 je používána verze Gecko 2.47.4, které užívá i prohlížeč Firefox.

## Zavedení vývojového modelu Linuxu
Vývojáři Wine zavádějí – po vzoru Linuxu – model „staging tree“, spočívající v dřívějším zařazování některých novinek k testování. Přiblíží se tak více modelu „tržiště“ z díla Katedrála a tržiště.

## Statistiky počtu uživatelů
Údaje o tržním podílu tohoto softwaru dostupného zdarma je složité získat. Skeptičtější odhady naznačují kolem 3 milionů aktivních uživatelů, přičemž skutečný počet se může pohybovat kolem 60 milionů, nebo i více. Další nesnází při snaze o určení statistiky uživatelské báze je stáří výzkumů, které byly naposledy odhadovány před 5–10 lety. Pokud by navíc platil předpoklad, že většina uživatelů Linuxu (nebo uživatelů operačních systémů desktopových, mobilních, serverových, jež jsou na linuxu postavené) má Wine nainstalovaný, mohl by podíl být v řádech stovek milionů unikátních instalací.

## Podobný software
Mezi programy s podobným určením, totiž emulace, virtuální stroj, spouštění programů či her určených pro jiný operační systém, nebo k testování softwaru na jiných platformách patří například: Proton (software), PlayOnLinux, Lutris, CrossOver, Cedega, SteamOS, VirtualBox, VMware Workstation, QEMU, DOSBox a další.